# Phyllorachis sagittata
Phyllorachis sagittata là một loài thực vật có hoa trong họ Hòa thảo. Loài này được Trimen mô tả khoa học đầu tiên năm 1879.